# Kobayashi Yoshiyuki
Yoshiyuki Kobayashi (sinh ngày 27 tháng 1 năm 1978) là một cầu thủ bóng đá người Nhật Bản.

## Sự nghiệp câu lạc bộ
Yoshiyuki Kobayashi đã từng chơi cho Tokyo Verdy, Omiya Ardija, Kashiwa Reysol và Albirex Niigata.